# Adam Taubitz
Adam Taubitz (* 7. října 1967, Chorzów) je německý jazzový houslista a hudební skladatel.
Od roku 1997 byl hlavní druhým houslistou v Berlínské filharmonii pod vedení Claudiem Abbadem. Je pravděpodobně nejvíce znám pro svou spolupráci se skupinou Berlin Philharmonic Jazz Group, kterou založil v roce 1999.